# یحیی حموده
یحیی حمودة (عربی: Yahya Hammuda؛ زاده: ۱۹۰۸ – درگذشته: ۱۶ ژوئن ۲۰۰۶) دومین رئیس سازمان آزادیبخش فلسطین است. احمد الشقیری در دسامبر سال ۱۹۶۷ استعفا داده و در نتیجه یحیی حموده ریاست کمیته اجرایی را به نیابت بعهده گرفت.

## درگذشت
یحیی حموده در ۱۶ ژوئن ۲۰۰۶ در گذشت و این زمان؛ یادآور اعدام فؤاد حسن حجازی و رفیقش عطاالزیر و محمد جمجوم در سال ۱۹۳۶ بود.